# Metzgergasse 7a
Das Fachwerkhaus in der Metzgergasse 7a in Eppingen, einer Stadt im Landkreis Heilbronn im nördlichen Baden-Württemberg, wurde in der zweiten Hälfte des 16. Jahrhunderts errichtet. Das Gebäude ist als Baudenkmal geschützt.

## Beschreibung
Das Haus, das mit der Giebelseite zur engen Gasse steht, besitzt zwei Stockwerke und zwei Dachstöcke. Das Erdgeschoss ist aus Sandstein errichtet und die Fachwerkstöcke ragen von Konsolen gestützt weit vor. Damit wird die Wohnfläche der Stockwerke vergrößert. Die Ecke des oberen Stockwerks ist mit Zierformen des Renaissance geschmückt. Der Fenstererker wird von Dreiviertelstäben mit Flecht- und Bandwerk gerahmt. Die Brüstungen bestehen aus geschweiften Andreaskreuzen mit ausgeputzten Augen.